# Ваду-Вежей
Ваду-Вежей (рум. Vadu Vejei) — село у повіті Ясси в Румунії. Входить до складу комуни Цибана.
Село розташоване на відстані 298 км на північ від Бухареста, 31 км на південний захід від Ясс.

## Населення
За даними перепису населення 2002 року у селі проживали 333 особи, усі — румуни. Усі жителі села рідною мовою назвали румунську.